# Milla mortoniana
Milla mortoniana är en sparrisväxtart som beskrevs av Harold Emery Moore. Milla mortoniana ingår i släktet Milla och familjen sparrisväxter. Inga underarter finns listade i Catalogue of Life.